# Hüseyin Hilmi Sarlıca
Hüseyin Hilmi Sarlıca (Lesbos, 1 de abril de 1855-Viena, 1922) fue un político otomano, que desempeñó en dos ocasiones el cargo de gran visir del Imperio otomano al principio de la Segunda Era Constitucional. Fue también el fundador del Media Luna Roja otomana. Fue asimismo uno de mejores administradores de los Balcanes a principios del XX, donde fungió de inspector general otomano de Macedonia de 1902 a 1908. Estuvo al frente del Ministerio del Interior de 1908 a 1909 y fue embajador otomano en Viena de 1912 a 1918.
Hüseyin Hilmi Sarlıca nació en 1855 en Lesbos (Midilli) en una familia de origen griego convertida al islam. Cursó los primeros años de enseñanza en la isla, donde adquirió un buen nivel de francés. Ingresó luego en la Administración Pública del imperio, en cuyo escalafón ascendió rápidamente. Se lo nombró gobernador de Adana en 1897 y de Yemen en 1902. Este mismo año se lo nombró también inspector general de los territorios balcánicos otomanos, los valiatos de Salónica, Kosovo y Manastir (Bitola).
Tras la restauración de la Constitución otomana en 1908, asumió la cartera de Interior en el nuevo Gobierno en noviembre. Se lo nombró gran visir el 14 de febrero de 1909, puesto que desempeñó hasta el 13 de abril. Fue el último del reinado de Abdul Hamid II. Perdió la presidencia del Gobierno durante el golpe reaccionario de abril; durante un mes, los fundamentalistas señorearon las calles de la capital, hasta la llegada del ejército de Salónica. Durante esas semanas, el sultán nombró un nuevo gobierno, presidido por el gran visir Ahmet Tevfik Okday. Volvió a desempeñar el cargo de gran visir del 5 de mayo al 28 de diciembre, tras el aplastamiento del levantamiento.
Luego sustituyó a Gazi Ahmed Muhtar Bajá al frente del Ministerio de Justicia. En octubre de 1912, se lo nombró embajador otomano en Viena, capital de Imperio austrohúngaro; fungió en el cargo hasta el final de la Primera Guerra Mundial.
Como consecuencia de su mala salud, permaneció en Viena hasta su muerte en 1922. Está enterrado a Beşiktaş, Estambul.